# Canneto Pavese
Canneto Pavese – miejscowość i gmina we Włoszech, w regionie Lombardia, w prowincji Pawia.
Według danych na rok 2004 gminę zamieszkiwało 1338 osób, 267,6 os./km².